# 케오스의 시모니데스

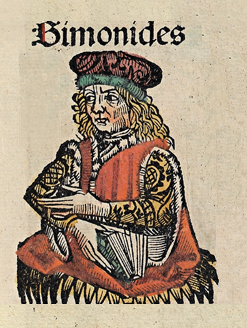

케오스의 시모니데스(고대 그리스어: Σιμωνίδης ὁ Κεῖος, 기원전 556년–468년 경)는 고대 그리스의 서정 시인으로, 케아 섬의 이우리스 출신이다. 헬레니즘 시대 알렉산드리아 학자들이 선정한 아홉 서정 시인 중 한 명으로, 여기에는 조카 바킬리데스, 라이벌 핀다로스도 포함되어 있다.